# Электрон (стадион, Великий Новгород)
«Электрон» — стадион, расположенный в Великом Новгороде в парке 30-летия Октября.

## История

### Старый стадион
С 1927 года на левом берегу Волхова в Кремлёвском парке находился стадион «Динамо». В 1950-х годах стадион перенесли на Торговую сторону на противоположном берегу. Торжественное открытие арены состоялось 29 июня 1958 года в День советской молодёжи — сборная Новгорода обыграла сборную Мстинского района 8:5. В 1966—1969 годах на стадионе проходила реконструкция; он стал принадлежать заводу имени Ленинского комсомола и был переименован в «Электрон». В 1969—1977 годах на стадионе выступала одноимённая команда второй лиги. Позже стадион перешёл в городскую собственность, в середине 1990-х годов был переименован в «Центральный», длительное время не обслуживался. В 2000-х годах на стадионе играли команды первенства КФК/ЛФЛ «Радуга», «Гарант-спорт», «Новгород».
С 2010 года на стадионе выступал регби-клуб высшей лиги «Варяг».

### Реконструкция
В августе 2013 года стадион был передан в государственную собственность Новгородской области. В 2015 году в рамках реконструкции на стадионе была построена западная трибуна вместимостью 3223 зрителя, уложен искусственный газон. С 2016 по 2017 год на арене играл клуб ФНЛ «Тосно» из Ленинградской области, по итогам сезона-2016/17 вышедший в премьер-лигу. Рассматривалась возможность проведения второй очереди реконструкции, осуществление которой предусматривало увеличения вместимости до 10 тысяч мест за счёт возведения двух трибун (сборно-разборной на 3 тысячи и восточной на 4 тысячи) с тем, чтобы соответствовать требованиям премьер-лиги, однако от неё, несмотря на то, что аукцион уже был выигран московской строительной компанией «Универсалстрой», было решено отказаться из-за несоответствия ряду других нормативов, в том числе запрета со стороны лиги по проведению домашних матчей командами за пределами своего региона. После переезда ФК «Тосно» на стадион «Петровский» был отменено решение о замене синтетического газона футбольного поля на более высокую категорию, которая была необходима для приёма матчей премьер-лиги.
В 2017 году вместо второй очереди реконструкции предполагалось приступить в третьей, включающей в себя создание при стадионе спортивной футбольной школы и строительство спортивного комплекса из двух универсальных игровых залов, тренажерного зала, а также зала для общей физической подготовки и фитнеса в целях приоритета развития местного спорта.
Название
В декабре 2015 года в результате интернет-голосования стадион «Центральный» было решено переименовать в честь Александра Невского, однако позже результат был аннулирован, и с июля 2016 стадиону вернули название «Электрон».

### Проводимые соревнования
- Первенство ФНЛ: 2015/16 (весенняя часть), 2016/17 — домашние матчи ФК «Тосно»; 2017/18 — несколько матчей петербургского «Динамо» (стадион «Электрон» являлся резервной домашней ареной для ФК «Динамо» СПб[8]).
- 26 октября 2016 года — матч 1/8 финала Кубка России по футболу 2016/17 «Тосно» — «Динамо» Москва[9].
- 24 сентября 2017 года — финал Кубка России по футболу среди женщин «Чертаново» — ЦСКА 0:1[10]
- Матчи межрегиональных (ОФФ «Северо-Запад», III дивизион), региональных (IV дивизион) соревнований, и др. В том числе:
  - 14 октября 2017 — финал Кубка МРО «Северо-Запад»[11][12];
  - Кубок Чемпионов МРО «Северо-Запад» (в том числе как национальный отбор к Кубку регионов УЕФА, межрегиональный этап) в 2017—2019, 2021, 2022 годах (планировалось проведение соревнования на стадионе «Электрон» и в 2020 году[13], но из-за запрета спортивных соревнований, связанного с пандемией коронавируса, турнир не состоялся), «Кубок регионов» — Северо-Запад 2023[14][15]. Сроки проведения — апрель — май[16][17].